# 里奇 (伊利諾伊州威爾縣)
里奇（英語：Ritchie）是位於美國伊利諾伊州威爾縣的一個非建制地區。該地的面積和人口皆未知。

## 地理
里奇的座標為41°15′18″N 88°06′19″W / 41.25500°N 88.10528°W，而該地的平均海拔高度為171米（即561英尺）。